# Anita Abaisa
Anita Abaisa (Marowijne, Suriname, 1981) is een Surinaams-Nederlands community leader, die zich inzet om de positie van zwarte vrouwen in Nederland te verbeteren, onder andere door middel van het platform Black Ladies Talk (BLT). Tijdens haar parttimestudie toegepaste psychologie aan de Hogeschool van Amsterdam ontving ze de Echo Award voor haar buitengewone sociale bijdrage aan de multiculturele samenleving.

## Biografie
Abaisa groeide op in het Marowijnedistrict in Suriname. In 1986 verhuisde zij naar Nederland, in 2007 ging zij werken bij Eneco. 

## Black Ladies Talk
In 2015 begon zij de Facebookgroep Black Ladies Talk. Doel van het platform is dat donkere vrouwen ervaringen uitwisselen, mentale barrières overwinnen en elkaar verder helpen bij hun persoonlijke en professionele ontwikkeling. In december 2016 had de groep meer dan tienduizend leden en verscheidene subgroepen: gezondheid, kinderen en familie, reizen, geschiedenis en werk. De vrouwen ontmoeten elkaar ook offline: er zijn 'tea and talks', in maart 2016 hielden honderdvijftig vrouwen in Rotterdam de eerste Black Sisterhood Unity March (sindsdien een jaarlijks evenement), en in november 2016 hielden zij een conferentie in het Bijlmer Parktheater, het Black Ladies Talkcongres met workshops en talkshows over onder meer (geestelijke) gezondheid. In 2017 vond de tweede Black Sisterhood Unity March plaats.

## Prijs
In 2016 ontving Abaisa uit handen van minister Jet Bussemaker de ECHO Award Hbo, een stimuleringsprijs die jaarlijks wordt uitgereikt aan excellente studenten met een niet-westerse achtergrond die een bijzondere maatschappelijke bijdrage hebben geleverd ten gunste van de multiculturele samenleving. Als onderdeel van de award won zij een summercourse aan de Universiteit van Californië. Het tijdschrift Folia riep haar in december 2016 uit tot Folia’s m/v van het jaar.